# オールド・マスター

レオナルド・ダ・ヴィンチ 『モナ・リザ』（1503-1505年頃、ルーヴル美術館蔵、パリ）

オールド・マスター（英：Old Master または old master）は、18世紀以前に活動していたヨーロッパの優れた画家、または、その作品を示す美術用語。レオナルド・ダ・ヴィンチ、ラファエロ、ハルス、ミケランジェロ、カラヴァッジオ、ルーベンス、ベラスケス、レンブラント、フェルメール、ゴヤらの名があげられる。
なお、同時代の芸術家により制作されたオリジナルの版画（例えば、エングレービングやエッチング）は、「オールド・マスター・プリント」（old master print）という。「オールド・マスター・ドローイング」（old master drawing）も同様である。

## 歴史

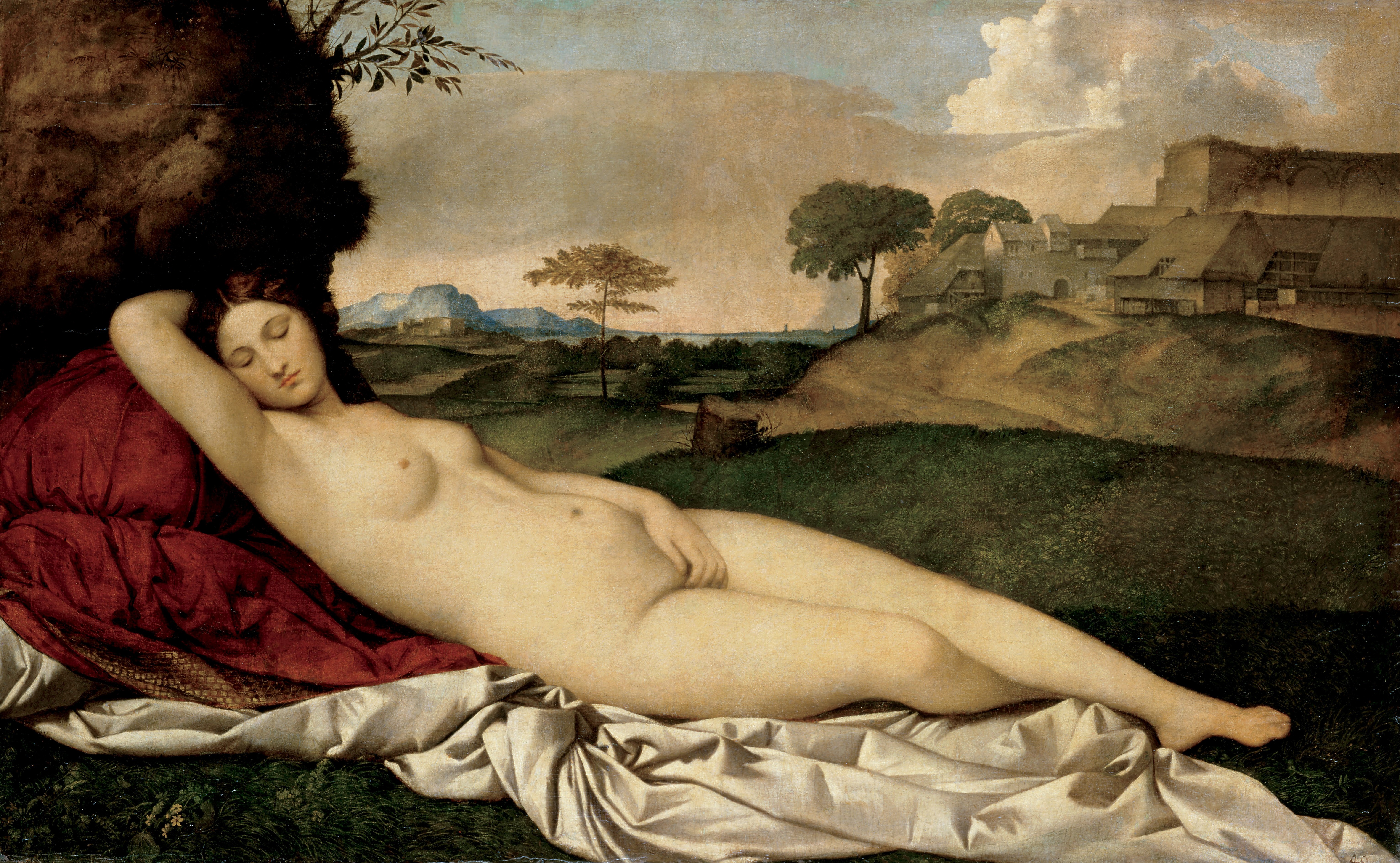
ジョルジョーネ 『眠れるヴィーナス』 （1510年頃、アルテ・マイスター絵画館蔵、ドレスデン）

語句本来の意味からすると、オールド・マスターは、十分な修練を積み、その地域の芸術家ギルドの親方を務め、独立して活動した「画家」のことをいうはずであるが、実際には、その弟子や工房で作られたと考えられる「作品」も含まれる。したがって、一定以上の優れた水準にあれば、質よりもむしろ年代が、この用語を使用するための要件となる。オールドマスターは、ゴヤやジョン・コンスタブルにも適用される。 
オールド・マスターの始期については、18世紀や19世紀には、1450年頃か、あるいは1470年頃とされていることが多かった。これより前の絵画は「原始的」と見なされていた（現在は、そのような区別はしていない）。20世紀の初めに刊行された『オックスフォード英語辞典』（OED）の初版では、オールド・マスターの定義を「a 'master' who lived before the period accounted 'modern', chiefly applied to painters from the 13th to the 16th or 17th century. （”現代”とみなされる時代の前に生きた”マスター”（巨匠）のこと。主に13世紀から16、17世紀までの画家が対象になる。）」としていた。この辞典に収録された最初の用例は、1840年のポピュラーな百科事典からのもので、「As a painter of animals, Edwin Landseer far surpasses any of the old masters. （動物画家として、エドウィン・ランドシーアはオールド・マスターを凌駕する。）」というものだった。
1989年に刊行された『オックスフォード英語辞典』第2版では、上記の記述がそっくりそのまま引き継がれており、2005年にオックスフォード大学出版局より刊行された『オックスフォード英英辞典』第2版改訂版でも、「A great artist of former times, especially of the 13th-17th century in Europe. （昔の偉大な画家のこと。特に13-17世紀のヨーロッパの画家をいう。）」として、従来の説明に沿った記述をしている。しかし、他の英語辞典を見ると、必ずしも年代が一致しているわけではなく、「15世紀から18世紀まで」としているものや「16、17世紀、または18世紀初め」としているものなどがある 。

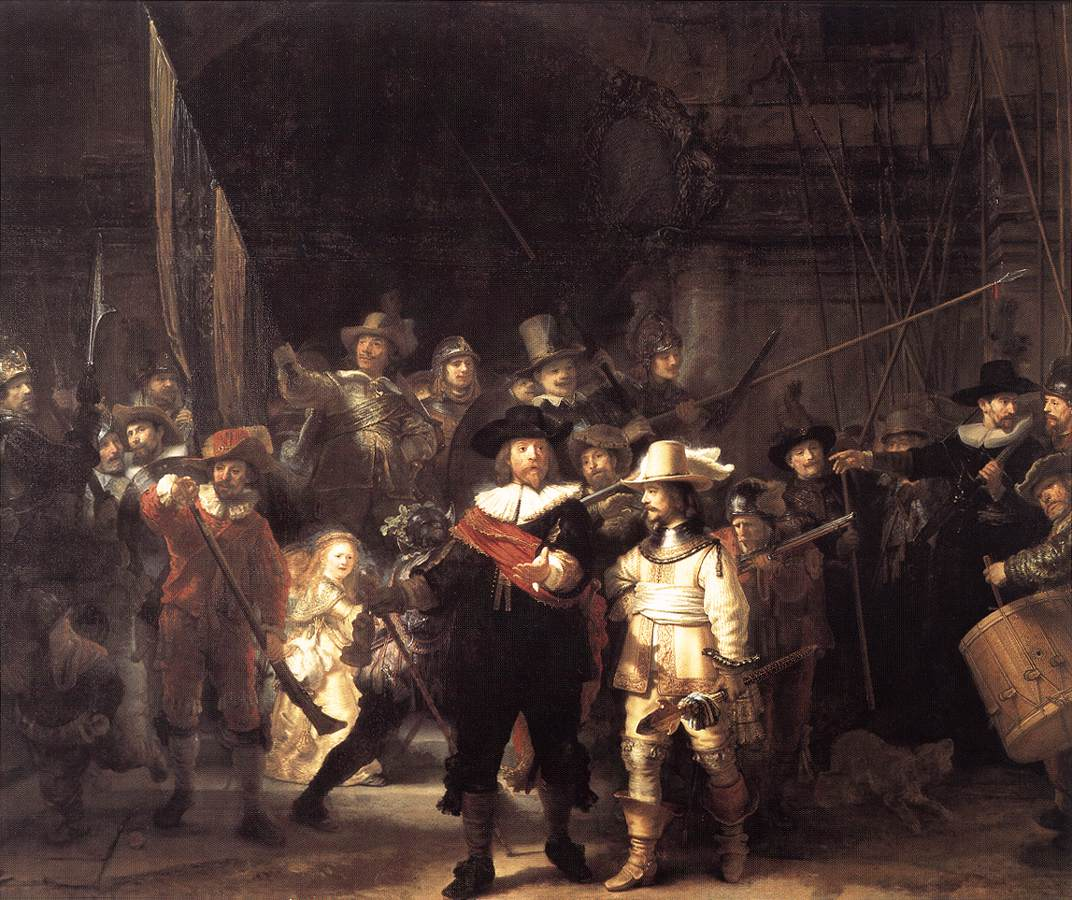
レンブラント・ファン・レイン 『夜警』 （1642年、アムステルダム国立美術館蔵、アムステルダム）

オールド・マスターの終期は1800年とされているが、これもまた明確ではない。フランシスコ・デ・ゴヤ（1746年–1828年）は確かにオールド・マスターの一員だが、しかし、彼は、1800年から30年近くも経過した1828年に死去するまで、ずっと絵や版画の制作を続けていた。他方、ゴヤとほぼ同時代を生きた画家、たとえば、ジョン・コンスタブル（1776年–1837年）やウジェーヌ・ドラクロワ（1798年–1868年）については、オールド・マスターに含まれないのが普通である。
このように、オールド・マスターという用語はあまりにも漠然としているので、美術史家からはその使用を忌避される傾向にあり、特に絵画について論じる際には、その傾向が強くなる。ただし、オールド・マスター・プリントやオールド・マスター・ドローイングという用語の方は、依然として用いられている。他方、美術品の取引において使用されている例は、ずっと多い。たとえば、オークションハウス（競売会社）では、たいていの場合、「オールド・マスターの絵画」（Old Master Paintings）、「19世紀の絵画」（Nineteenth-century paintings）、「現代絵画」（Modern paintings）といった区分を用いている。クリスティーズは、オールド・マスターを「14世紀から19世紀初めまでのもの」と定義付けしている。
また、ほとんどの場合、早い時期から美術史家により、作品を描いた画家が誰であるか、その署名から身元が特定されているが、しかし、彼らの目をもってしても、特定が困難な場合がある。そのような場合には、画家に対して、美術史家から「マスター○○」や「○○のマスター」といった名前を与えられることが多い。たとえば、モノグラムにより名付けられた「マスター E.S.」（Master E.S. ）、作品があった場所から名付けられた「フレマールのマスター」（Master of Flémalle）、パトロンの名前から名付けられた「ブルゴーニュ女公マリーのマスター」（Master of Mary of Burgundy）、装飾写本の書架番号から名付けられた「ラテン757番 のマスター」（Master of Latin 757）、作品がブラウンシュヴァイクにある美術館に収蔵されていることから名付けられた「ブラウンシュヴァイク・ディプティクのマスター」（Master of the Brunswick Diptych）などがある。その他の作品については、「知られざるマスター」（Unknown Master）によるものとして扱われる。

## 英語以外のヨーロッパ言語における表現
オールド・マスターに相当する言葉は、英語以外のヨーロッパ言語においても存在する。オランダ語では「アウド・メーステル」（oude meester）といい、フランス語では「ヴィユー・メートル」（vieux maître）、ドイツ語では「アルテ・マイスター」（Alte Meister）という。作品の部門分けにこの言葉を使用する例は多いが、美術館の名称に使用される例となると、非常に少ない。ドイツ東部のドレスデンにある有名なアルテ・マイスター絵画館（ゲメールデガレリー・アルテ・マイスター、Gemäldegalerie Alte Meister）は、そんな数少ない例のひとつである。ドレスデン美術館のコレクションでは、原則としてバロック時代までのものとしている 。
オランダ人がこの言葉を使用したのは18世紀であるが、これが発祥かもしれない。このときは、ほとんどの場合、17世紀の「オランダ黄金時代の画家たち」を意味していた。フランスのウジェーヌ・フロマンタンが1876年に著した『昔日の巨匠たち』（レ・メートル・ドートルフォワ、Les Maîtres d'autrefois）が、この概念の普及を促した可能性がある。

## 主なオールド・マスター

ディエゴ・ベラスケス 『ラス・メニーナス』 （1656年、プラド美術館蔵、マドリード）

最重要のオールド・マスターは以下のとおりである。ただし、ごく一部であり、すべてを網羅しているわけではない。没年順に配列している。
- ジョット・ディ・ボンドーネ （イタリア、1267年–1337年）
- サンドロ・ボッティチェッリ （イタリア、1445年–1510年）
- レオナルド・ダ・ヴィンチ （イタリア、1452年–1519年）
- ラファエロ・サンティ （イタリア、1483年–1520年）
- アルブレヒト・デューラー （ドイツ、1471年–1528年）
- ハンス・ホルバイン (子) （ドイツ、1497年–1543年）
- ミケランジェロ・ブオナローティ （イタリア、1475年–1564年）
- ピーテル・ブリューゲル (父) （フランドル、1525年頃–1569年）
- ティツィアーノ・ヴェチェッリオ （イタリア、1477年頃–1576年）
- パオロ・ヴェロネーゼ （イタリア、1528年頃–1588年）
- ティントレット （イタリア、1518年–1594年）
- ミケランジェロ・メリージ・ダ・カラヴァッジオ （イタリア、1573年–1610年）
- フランス・ハルス （オランダ、1580年–1666年）
- エル・グレコ （スペイン（ギリシア出身）、1541年–1614年）
- ピーテル・パウル・ルーベンス （フランドル、1577年–1640年）
- ディエゴ・ベラスケス （スペイン、1599年–1660年）
- ニコラ・プッサン （フランス、1594年–1665年）
- レンブラント・ファン・レイン （オランダ、1606年–1669年）
- ヨハネス・フェルメール （オランダ、1632年–1675年）
- ヤン・ステーン （オランダ、1625年または1626年-1679年）
- ジョヴァンニ・バッティスタ・ティエポロ （イタリア、1691年–1770年）
- ジョシュア・レノルズ （イギリス、1723年–1792年）
- フランシスコ・デ・ゴヤ （スペイン、1746年–1828年）